# Jacaré
Waldemar Graciano (* 4. Februar 1938 in São Paulo; † 6. Dezember 2010 in Innsbruck), genannt Jacaré (port. Krokodil), war ein brasilianisch-österreichischer Fußballspieler und -trainer auf der Position eines Stürmers. Nach mehreren Stationen in seiner brasilianischen Heimat wechselte er im April 1962 zu Austria Wien. Er wurde damit der erste Brasilianer und der erste dunkelhäutige Spieler im österreichischen Profifußball.

## In Wien
Eine Sportjournalistin vermittelte den 24-jährigen für eine Transfersumme von 250.000 Schilling nach Österreich. Josef Argauer, damals Sektionsleiter der Wiener Austria, war zuerst entsetzt von dem eher schmächtigen Spieler. Man hatte den Neuzugang nicht im Vorfeld beobachten können und erwartete sich aufgrund irreführender Berichte einen Hünen.
Der begnadete Techniker konnte allerdings die Vorurteile schnell ausräumen und wurde zum Star und Publikumsmagnet. Schon sein erster Einsatz in einem Freundschaftsspiel gegen Újpest Budapest lockte 52.000 Zuseher ins Praterstadion. Im Laufe der Jahre erzielte er 50 Tore in Pflichtspielen für die "Veilchen".
Während seiner Zeit in Wien wurde er je einmal Meister und Vizemeister sowie zweimal Cupsieger mit der Austria.

## Spätere Jahre
Graciano wurde nach seiner aktiven Karriere österreichischer Staatsbürger. Er heiratete eine Tirolerin und übersiedelte nach Innsbruck, wo er ein Schallplattengeschäft führte. 1999 erlitt er einen Schlaganfall und saß seitdem im Rollstuhl.

## Trivia
In den 1960er Jahren war von politischer Korrektheit noch nicht viel zu spüren. Nicht nur von seinem Umfeld, auch in den Medien wurde Graciano häufig als Murli betitelt. Er nahm diese Bezeichnung allerdings mit Humor und unterzeichnete selbst des Öfteren Autogrammkarten mit diesem Namen.
Als die Austria mit den Prämienzahlungen längere Zeit im Rückstand war, stülpte er während eines Interviews beide Hosentaschen nach außen und erklärte: „Heut’ bin i Doppel-Neger“ (neger ist in der österreichischen Mundart eine Bezeichnung für pleite).